# ناحیه ولی، شهرستان مارشال، مینه‌سوتا
ناحیه ولی، شهرستان مارشال، مینه‌سوتا (به انگلیسی: Valley Township, Marshall County, Minnesota) یک سکونتگاه مسکونی در ایالات متحده آمریکا است که در شهرستان مارشال، مینه‌سوتا واقع شده‌است.

## خصوصیات
ناحیه ولی ۸۷٫۹ کیلومترمربع مساحت و ۱۶۴ نفر جمعیت دارد و ۳۵۷ متر بالاتر از سطح دریا واقع شده‌است.